# 松林伯圓
松林 伯圓（しょうりん はくえん、新字体：伯円、また「松林」は「まつばやし」とも）は、講釈師の名跡。

## 初代
初代 松林亭 伯圓（しょだい しょうりんてい はくえん、1812年（文化9年） - 1855年11月11日（安政2年10月2日））。本名は堀川源次郎。
江戸南伝馬町の軍談の席亭堀川嘉兵衛の子。軍談物、世話物を得意とし、一流亭文車と拮抗して人気を得た。晩年中風になり安政の大地震（安政江戸地震）で本所小梅にあった自宅で静養中に圧死した。
妻は仙石騒動の仙石久寿の嫡出の子。

## 2代目
二代目 松林 伯圓（にだいめ しょうりん はくえん、1834年7月8日（天保5年6月2日） - 1905年（明治38年）2月8日）。本名ははじめ手島達弥のちに若林義行から若林駒次郎。名人とも言われ、明治初期にかけて大いに人気があった。

### 生涯
下館藩（現在の茨城県）郡奉行手島助之進の四男に生まれ、幕府作事奉行若林市左衛門の養子となる。後に彦根藩画師向谷石渓の養子となり、井伊家の江戸下屋敷に住むが、講釈好きが高じて離縁になる。伯母の婚家、若林家に引き取られ、町奉行筒井伊賀守邸などへ講釈に赴く。間もなく伊東潮花の門下になり講釈場で働き花郷、20歳の時に琴調馬琴（二代目東流斎馬琴）門下となり調林と名乗って高座へ出た。その後初代伯圓の芸養子になり、1854年（嘉永6年）に初代伯圓死去のため二代目襲名。安政頃に遊びがすぎて喰いつめて、知古であった四代目市川小團次のところに転がり込み、その紹介で寄席へ出て「小猿七之助」などを語って評判となる。「鼠小僧」「業平小僧」「天狗小僧」「獄門初の助」「鬼神のお松」などの白浪物を得意としたため、「泥棒伯圓」の異名をとる。
1873年（明治6年）に浅草寺境内にて新聞訓読場（今でいう図書館新聞閲覧所コーナー）が新設されたのでそこで新聞記事を元にした新聞講談を始め、福沢諭吉の演説を見てから散切り頭でテーブル、椅子を用意し、時には洋服を着て講談を読むなど新しいことにも挑戦、「新聞伯圓」とも呼ばれた。「正史講談」と称して、1874年に佐賀の乱が起こるとこれを「佐賀伝法録」として、1875年には「近世史略」、76年「開花新話谷の鶯」「照忠奇談」、77年には西南戦争の従軍記者だった犬養毅の速報を読み、78年「明治功臣録」、80年には藤田組の偽札事件の話、81年に神風連の話、82年に朝鮮事件（壬午事変）の話などで大いに人気となり、東京、大阪、名古屋など各地で大入り満員、伯圓は開花講談師、文明社会の大先達といった賛辞を得た。また1879年に「西洋新未来記」、80年に「世界旅行名誉の新話」など、欧米諸国と日本の落差を平易に語ることも始める。
自由民権運動が盛んになり、民権講談が生まれると伯圓も時勢に応じて、小室信介『東洋民権百家伝』の文殊九助や、『山県大貳順天録』、藤田茂吉『文明東漸史』の高野長英などを講じた。そこに明治政府は1885年に東京神道事務局より「大講義」の肩書で、民衆を教化する教導師の地位を与えた。伯圓は講談家たちに呼びかけて、浅草で「国民精神振興講談大会」を開催、菊池容斎『前賢故実』や、忠臣孝子列伝、新聞の社会・政治記事などを語った。また警察の民権運動への圧力は寄席にまで及んだが、伯圓はその後も民権的題目を演じ、警視庁に召喚される。明治憲法発布からは伯圓も軟化し、1892年には鍋島邸で明治天皇への御前講演を行い、「赤穂義士伝」「豊太閤桃山談」「楠公」を語った。
1901年（明治34年）に舞台で卒倒し、弟子の右圓に伯圓の名を譲って、横浜鶴見の総持寺のほとりに隠退、二代目松林東玉を襲名。1905年、中風のため死去。

### 業績・評価
生涯に口演した作品は120作を越えたと言われ、時代物や世話物も秀でたほか、創作も意欲的に行い70作以上の新作を手がけた、講談の中興の祖。主な創作に一連の白浪物や『雁金五人男』を元にした『天保六花撰』など。『小猿七之助』は乾坤坊良斎の原作を脚色して、これが後に河竹黙阿弥によって『網模様燈籠菊桐』として歌舞伎化された。
落語の三遊亭圓朝、歌舞伎の九代目市川團十郎とともに当時の三幅対と呼ばれ、没時『東京朝日新聞』において「旧来の講談を改良し、文明の思想を取って、以て大いに世の風教に資せんと決意」し、「芸人として最も其想を高くせしもの」と評された。
一方で批判もある。若林玵蔵の速記で1885年（明治18年）に出版された『安政三組盃』は、江戸幕府潤沢係の鈴木藤吉郎が収賄で獄死した事件を題材に脚色した、津の国屋小染を巡る色模様の物語。しかし、作中で描かれた藤吉郎の出自が虚構であることを、縁続きの者が森鷗外に訴えたことから、史伝「鈴木藤吉郎」が執筆された（『東京日日新聞』『大阪毎日新聞』1917年9月6日-18日）。鷗外は史伝の最後で「松林伯圓は安政三組盃を作って藤吉郎の屍に鞭った。（略）三組盃は藤吉郎を以て穢多の裔となした。穢多の裔たるは固より辱とするに足らぬが、其説には何の根拠もない」と伯圓を批判している。
弟子には三代目伯圓、初代大島伯鶴、初代悟道軒圓玉など。

## 3代目
三代目 松林 伯圓（さんだいめ しょうりん はくえん、1854年（嘉永7年）1月 - 1919年（大正8年）10月19日）。本名は大宮庄次郎。
下総野田の醤油醸造元の三男に生まれ、二代目の弟子の伯養が伯洋を経て松林右圓となる。右圓時代から『赤井景韶』『相馬事件』などの新講談で評判になり下町では「下町の右圓」と呼ばれた、1901年に伯圓を襲名し、2年後の1903年に、身内の講談師たちの不祥事を密告したかどで、講談師組合を除名される。
その後伊藤痴遊･浪曲の浪花亭駒子（この件で一心亭辰雄に改名）らと、1903年（明治36年）5月に「自由演芸会」という演目横断の一座を結成する。しかし振るわず、伯円は引退、二代目に隆盛を誇った松林一派は散り散りになる。一時八丁堀で住吉亭という講釈場（後に手放し浪曲の席に変わった）を経営していたこともある。